# Elecciones presidenciales de Mauritania de 2024
Las Elecciones presidenciales de Mauritania, se celebraron el 29 de junio de 2024,El presidente titular Mohamed Ould Ghazouani ganó la reelección para su segundo y último mandato como presidente, aumentando su porcentaje de votos en cuatro puntos. 

## Sistema electoral
Según el artículo 26 de la Constitución de Mauritania, el presidente es elegido para un mandato de cinco años mediante el sistema de dos vueltas electorales. Si ningún candidato obtiene la mayoría absoluta de los votos en la primera vuelta, se celebra una segunda vuelta dos semanas después entre los dos candidatos que obtuvieron la mayor cantidad de votos.
La candidatura está restringida a ciudadanos por nacimiento con edades comprendidas entre 40 y 75 años (el día de la primera vuelta) a quienes no se les hayan eliminado sus derechos civiles y políticos. El artículo 23 también estipula que el presidente debe ser musulmán. El artículo 28 establece un límite de mandato de dos mandatos, permitiendo que el presidente sólo pueda ser reelegido una vez.
La elección de un nuevo presidente debe realizarse entre 30 y 45 días antes de la expiración del mandato del presidente en ejercicio.

## Candidatos

### Registrados
- Mohamed Ould Ghazouani, ex general, presidente de Mauritania desde 2019.[4][5]
- Biram Dah Abeid, diputado de la Asamblea Nacional desde 2018 y candidato en 2014 y 2019.[6]
- Hamadi Ould Sid'El Moctar, diputado de la Asamblea Nacional.
- Elid Ould Mohameden, diputado de la Asamblea Nacional desde 2018.[7]
- Mamadou Bocar Ba, diputado de la Asamblea Nacional.
- Outouma Antoine Souleimane, Neurocirujano.
- Mohamed Lemine, candidato presidencial en 2019.[8]

### Declarados pero no registrados
- Ahmed Ould Samba Ould Abdallahi, político de la Alianza Progresista del Pueblo hasta 2024.[9]
- Hamidine Moctar Kane, economista.[10]

### Retirados
- Noureddine Ould Mohamedou, ingeniero informático y político.[11]

### Descalificados
- Mohamed Uld Abdelaziz, ex general, presidente de Mauritania desde 2008 hasta 2019. Fue condenado a cinco años de cárcel en diciembre de 2023 y a la pérdida de sus derechos civiles, lo que lo hizo inelegible para postularse a la presidencia.[12]

## Campaña
Ghazouani hizo campaña en parte con una plataforma de seguridad, mientras que sus oponentes acusaron a su gobierno de corrupción y clientelismo, y Dah Abeid denunció lo que llamó "una gestión catastrófica del Estado".Otros temas durante las elecciones incluyeron el desempleo, la pobreza y el acceso a servicios públicos como el agua y la electricidad. Se espera que observadores de la Unión Africana y Estados Unidos supervisen la votación.

## Resultados
|  | 55.95 % |

|  | 22.12 % |

|  | 12.97 % |

|  | 3.57 % |

|  | 2.35 % |

|  | 2.08 % |

|  | 0.98 % |

|  | 98.12 % |

|  | 1.88 % |

|  | 100.00 % |

|  | 49.89 % |